# Charles Astor
Achiles Hypolito Garcia Charles Astor, mais conhecido apenas como Charles Astor (Castiglione, 24 de agosto de 1900 – Barbacena, 17 de agosto de 1972) foi um militar, escritor, aviador, instrutor de paraquedismo, acrobata aéreo, atleta de rugby, professor de jiu-jitsu e de educação física franco-brasileiro, mentor da criação do Esquadrão Aeroterrestre de Salvamento (Para-SaR), a unidade de elite da Força Aérea Brasileira (FAB). Foi, também, o primeiro instrutor de paraquedismo da FAB, considerado o pioneiro da modalidade nos âmbitos civil e militar no Brasil.

## Biografia
Charles Astor nasceu na cidade de Castiglione, hoje conhecida como Bou Ismaïl, no norte da África, na região onde hoje se localiza a Argélia, em 24 de agosto de 1900, época em que este país ainda era uma colônia francesa. Era filho de Salvador Garcia, renomado fotógrafo espanhol radicado na França, e da francesa Helena Barthie Astor, falecida pouco tempo depois do nascimento de Charles.

### Boxe, Atletismo e Rugby
Dos 14 aos 18 anos, o jovem Charles Astor praticou atletismo, boxe e rugby, tornando-se o capitão do primeiro time da Section Atletique de Limoges, entre 1917 e 1918. Já em 1922, aos 22 anos, na horas vagas se dedicava ao rugby, sendo membro fundador do Rugby Club de Argel, e tornando-se campeão norte africano em 1924.

### Legião Estrangeira Francesa
Aos 19 anos, Charles Astor alistou-se como soldado de infantaria na Legião Estrangeira Francesa. Com apenas seis meses de serviço, fez o curso de metralhador e foi promovido a cabo. Depois, combateu na missão ao Forte Sahel, no Marrocos, época em que conheceu um outro legionário, um brasileiro chamado Queiroz, cujas habilidades e personalidade extrovertida o impressionaram.
Em 1920, Charles Astor foi transferido para o Centro Regional de Educação Física, em Argel, se tornando instrutor de educação física e sendo promovido a Sargento, o mais jovem da Legião até então. Neste momento, tem os primeiros contatos com a aviação militar, realizando seus primeiros voos e conhecendo os segredos da pilotagem de aeronaves, do paraquedismo e da acrobacia aérea.
Após terminar o curso da Escola Normal de Educação Física, em Joinville-le-Pont, Charles tinha como principal hobby as acrobacias aéreas seguidas de saltos de paraquedas e, por isso, ao término do seu tempo de serviço na Legião Estrangeira Francesa, em 1926, recusou a patente de Segundo Tenente para renovar o contrato oferecido por seu comandante, Coronel Rollet, para viajar pelo mundo fazendo apresentações de acrobacias aéreas e paraquedismo.

### Acrobacias Aéreas
Após dar baixa na Legião Estrangeira Francesa, entre 1926 e 1927, Charles Astor criou uma equipe chamada Deux Astors (em tradução livre, "Dois Astors"), se unindo a alguns parceiros que viajaram pelo norte da África, França, Espanha, Suécia, Estados Unidos e Argentina, fazendo acrobacias aéreas em cima de aeronaves em voo e saltos de paraquedas, algo extremamente arriscado naquela época.

### Brasil
Em 1927, Astor chega ao Brasil para fazer alguns de seus shows. O Brasil é o país onde se radicaria e onde viveu a maior parte de sua vida, obtendo também a nacionalidade brasileira. Considerava o Brasil a sua pátria de coração.

#### Primeiro Homem a Se Lançar de Paraquedas no Brasil
Ainda em 1927, Charles e sua dupla passaram um mês se apresentando no Rio de Janeiro, fazendo com que se tornasse o primeiro homem a se lançar de paraquedas no Brasil. Depois saíram em caravana pelo Brasil, onde fizeram vários shows que tiveram grande cobertura dos principais meios de comunicação da época. Nesta época, Charles Astor ajudou a fundar o Departamento de 
Paraquedismo do Aeroclube do Brasil, onde se tornou diretor e também começou a dar aulas de paraquedismo para interessados civis e militares, onde formou mais de dois mil paraquedistas em cerca de 30 anos de serviços prestados, ajudando a difundir e popularizar este esporte no país.

#### Travessia da Baía de Guanabara em Acrobacias Aéreas
Em 1929 Charles Astor ficou muito famoso por atravessar a Baía de Guanabara fazendo acrobacias em cima de um trapézio que ia fixado abaixo de uma aeronave.

#### Casamento
Nesta época, Charles Astor conheceu aquela com quem iria compartilhar o resto de sua vida, a mineira Elgita Leite Ribeiro. Além de ser uma paraquedista formada pelo próprio Astor, também era pilota de aeronaves, sendo a primeira mulher a pilotar um avião de caça no Brasil, em 1954. Também foi a primeira mulher sul-americana e quarta do mundo a ultrapassar a barreira do som voando em um caça, em 1959.

#### Força Aérea Brasileira
A história de Charles Astor está estritamente ligada à história do paraquedismo militar brasileiro, que iniciou-se em 1941, na antiga Escola de Aeronáutica, na Base Aérea dos Afonsos, na cidade do Rio de Janeiro, quando foi convidado pelo Ministro da Aeronáutica Joaquim Pedro Salgado Filho para instruir cadetes nas técnicas do paraquedismo, já que, em breve, a Força Aérea Brasileira passaria a usar assentos ejetores em suas aeronaves de caça. Por consequência desta nova missão, também se tornou o primeiro homem a se lançar de uma aeronave militar em voo no Brasil. 

##### Esquadrão Aeroterreste de Salvamento (Para-SaR)
O Esquadrão Aeroterrestre de Salvamento (Para-SaR) deve a Charles Astor parte importante de sua existência. Por ocasião de um congresso  da Federação Aeronáutica Internacional, realizado em Petrópolis em 1947, Charles Astor apresentou um plano de organização de soldados de infantaria paraquedistas para salvamento e resgate de pilotos que se ejetaram em combate, ou de qualquer pessoa em locais de difícil acesso. A ideia mereceu menção honrosa e inspirou a criação de serviços de salvamento ao redor do mundo. Assim se deu a inspiração da trajetória embrionária do PARA-SAR, iniciada em 1959, através da primeira turma de paraquedistas militares da Aeronáutica. Em 1966, mesmo sendo um civil no Brasil, Astor cumpriu uma missão real com os militares do Para-SaR, a Operação Caiabi, no Mato Grosso.

#### Escritor
Charles Astor também foi escritor, sendo a mais famosa de suas obras "Estórias Rudes", onde relata de maneira romanceada as suas experiências militares na Legião Estrangeira Francesa. Também foi chefe da Seção de Livros Raros da Editora Civilização Brasileira, no Rio de Janeiro, onde começou a trabalhar em 1930 e se aposentou em 1960.

#### Falecimento
Charles Astor faleceu em 17 de agosto de 1972 em Barbacena, Minas Gerais, onde foi sepultado, recebendo honras fúnebres militares por parte da Força Aérea Brasileira, em reconhecimento por seus 30 anos de serviços prestados ao Brasil.